# Ліліан Гілбрет
Ліліан Моллер Гілбрет (англ. Lillian Moller Gilbreth, 24 травня 1878, м. Окленд, Каліфорнія, США — 2 січня 1972, м. Фенікс, Аризона) — американська вчена, авторка, психолог, промисловий інженер, консультант з менеджменту, експерт з ергономіки і кадрових питань. Одна з перших жінок інженерів, яка отримала ступінь доктора філософії. Ліліан Гілбрет і її чоловік Френк Гілбрет були експертами в галузі ефективності та основоположниками науки про рух, розробники окремих методів наукової організації праці.

## Біографія
Ліліан Моллер Гілбрет народилася в Окленді, штат Каліфорнія 24 травня 1878 р. в сім'ї успішного підприємця Вільяма Моллера та домогосподарки Енні Дельгер Моллер. Дівчинка була їх другою дитиною і старшою з дев'яти дітей, що вижили в сім'ї.
Ліліан була дуже сором'язливою, боязкою і тривожною дитиною. Тому вона навчалась вдома, поки у віці 9 років не вступила до державної школи. Вдома, крім навчальних предметів, вона вивчала німецьку та французьку мови і брала уроки з гри на фортепіано.
Після закінчення школи Ліліан мріяла про вищу освіту. Батьки не схвалювали її вибір, проте дозволили вступити в Каліфорнійський університет у Берклі (1896 р.), з надією на те, що дівчина швидко вийде заміж і сама покине навчання. У 1900 році вона закінчила університет і стала першою жінкою, яка виступила з промовою на початку церемонії випуску в Каліфорнійському університеті.
Невдовзі Ліліан розпочала навчання в аспірантурі в Колумбійському університеті Нью-Йорку. Планувала вивчати англійську літературу разом із відомим критиком Брандером Меттьюсом, але з'ясувалося, що професор Меттьюс не керує дипломними роботами жінок. Тому перевелась на факультет психології, проте невдовзі вона захворіла і була вимушена повернутися в Окленд.
У 1903 році Ліліан вирушила у тур Європою. Де познайомилась зі своїм майбутнім чоловіком Френком Гілбретом. Пара одружилася 19 жовтня 1904 року в Окленді.

## Сім'я
Мама — Енні Дельгер Моллер (24.12.1854-11.10.1930)
Тато — Вільям Моллер (23.02.1845-08.09.1923)
Чоловік — Френк Банкер Гілбрет (07.07.1868-14.06.1924)
Діти:
- Енн Моллер Гілбрет Барні
- Мері Елізабет Гілбрет
- Ернестіна Гілбрет Кері
- Березня Банкер Гілбрет Толмен
- Френк Банкер Гілбрет мл.
- Вільям Моллер Гілбрет
- Ліліан Моллер Гілбрет Джонсон
- Фредерік Моллер Гілбрет
- Деніел Банкер Гілбрет
- Джон Моллер Гілбрет
- Роберт Моллер Гілбрет
- Джейн Моллер Гілбрет Хеппс

## Науковий внесок подружжя Гілбрет
Подружжя Френк Банкерт Гілбрет і Ліліан Моллер Гілбрет зробили значний внесок у розвиток менеджменту. Використання фотографії трудових рухів є одним із знаменитих методів. Гілбрети вивчали рух робітників, фіксуючи виробничий процес на кінокамеру. Френк Гілбрет винайшов мікрохронометр, годинник з великою хвилинною стрілкою, яка реєструвала час з точністю до 1/2000 хв. За допомогою мікрохронометра Гілбрети могли аналізувати трудові рухи та з точністю визначати час потрібний на виконання операцій.
Гілбрети виявили 17 базових рухів, які назвали терблігами, що дозволили використовувати меншу кількість операцій та забезпечили зростання продуктивності праці.
Після смерті Френка Гілбрета Ліліан продовжила працювати одна. Вона повністю переглянула облаштування кухні, і розробила новий інноваційний проєкт. Винайшла «робочий трикутник», який включав розташування поруч холодильника, раковини та плити. Розділила простір кухні на верхню і нижню частини. У нижній частині розміщувалися шафи для кухонного посуду, а в верху — для зберігання продуктів. Також, Ліліан Гілбрет придумала електроміксер для збивання та удосконалила консервний ніж.

## Публікації
- «Моделі руху» (англ. Motion Models, 1915).
- «Як я пам'ятаю: Автобіографія» (англ. As I Remember: An Autobiography, 1998).
- «Життя з нашими дітьми» (англ. Living with our children, 1928).
- «Прикладне дослідження руху; Збірник праць про ефективний метод до промислової готовності» з Френком Гілбретом (англ. Applied Motion Study; A collection of papers on the efficient method to industrial preparedness, 1917).
- «Психологія управління: функція розуму у визначенні, навчанні» (англ. The Psychology of Management: The Function of the Mind in Determining, Teaching, 1914).
- «Квест одного найкращого шляху: ескіз життя Френка Буткера Гілбрета» (англ. The Quest of the One Best Way: A Sketch of the Life of Frank Bunker Gilbreth, 1925).
- «Бригадир управління персоналом» з Еліс Райс Кук (англ. The Foreman in Manpower Management, 1947).
- «Дослідження руху для інвалідів» з Френком Гілбретом (англ. Motion Study for the Handicapped, 1920).
- «Домашня людина та її робота» (англ. The Home-maker and Her Job, 1927).

## Нагороди та відзнаки
- У 1924 році приєдналася до Британського жіночого інженерного товариства.
- У 1931 році Ліліан Гілбрет отримала першу медаль Ф. Гілбрета, яку було запроваджено на честь її покійного чоловіка.
- У 1944 році нагороджена медаллю Генрі Лоранса Ганта[8].
- У 1951 році отримала нагороду Уолласа Кларса.
- У 1965 році Гілбрет стала першою жінкою, яку було обрано до Національної інженерної академії.
- У 1966 році отримала медаль Гувера[9].
- У 1984 році в США було випущено поштову марку на честь Ліліан Гілбрет.